# Kon Rẫy
Kon Rẫy là một huyện thuộc tỉnh Kon Tum, Việt Nam.

## Địa lý
Huyện Kon Rẫy nằm ở phía đông nam của tỉnh Kon Tum, có vị trí địa lý:
- Phía đông giáp huyện Kbang, tỉnh Gia Lai
- Phía tây giáp thành phố Kon Tum và huyện Đăk Hà
- Phía nam giáp huyện Chư Păh và huyện Đak Đoa thuộc tỉnh Gia Lai
- Phía bắc giáp huyện Kon Plông.

Huyện Kon Rẫy có diện tích 886,6 km², dân số năm 2019 là 28.591 người, trong đó: dân số thành thị là 5.167 người chiếm 18% và dân số nông thôn 23.424 người chiếm 82%, mật độ dân số đạt 32 người/km².
Huyện có nhiều dân tộc: Kinh, Ba na, Xê đăng,...

## Hành chính
Huyện Kon Rẫy có 7 đơn vị hành chính cấp xã trực thuộc, bao gồm thị trấn Đăk Rve và 6 xã: Đăk Kôi, Đăk Pne, Đăk Ruồng, Đăk Tơ Lung, Đăk Tờ Re, Tân Lập (huyện lỵ).

## Lịch sử

### Tên gọi
Tên gọi của huyện xuất phát từ địa danh Kon Braih ("làng cát"), vốn là một làng cổ của người Xơđăng nằm trên địa phận xã Đắk Ruồng, huyện Kon Rẫy ngày nay. Địa điểm này toạ lạc cạnh bờ sông Đắk Bla, đối diện với trung tâm hành chính mới của huyện Kon Rẫy thuộc xã Tân Lập.

### Lịch sử hành chính
Địa bàn huyện Kon Rẫy trước đây là một phần huyện Kon Plông.
Ngày 31 tháng 1 năm 2002, Chính phủ ban hành Nghị định 14/2002/NĐ-CP. Theo đó:
- Điều chỉnh 88.660 ha diện tích tự nhiên và 20.992 nhân khẩu của huyện Kon Plông (gồm toàn bộ diện tích tự nhiên và dân số của thị trấn Kon Plông và 5 xã: Đăk Kôi, Đăk Pne, Đăk Ruồng, Đăk Tờ Re, Tân Lập) để thành lập huyện Kon Rẫy
- Đổi tên thị trấn Kon Plông thành thị trấn Đăk Rve.

Khi mới thành lập, huyện Kon Rẫy có 6 đơn vị hành chính trực thuộc, bao gồm thị trấn Đăk Rve và 5 xã: Đăk Kôi, Đăk Pne, Đăk Ruồng, Đăk Tờ Re, Tân Lập.
Huyện lỵ ban đầu được đặt tại thị trấn Đăk Rve và đến năm 2005, thì huyện lỵ được di chuyển về khu vực Đăk Ruồng - Tân Lập.
Ngày 8 tháng 1 năm 2004, thành lập xã Đắk Tơ Lung trên cơ sở 12.420 ha diện tích tự nhiên và 3.250 người của xã Đắk Ruồng.
Huyện Kon Rẫy có 7 đơn vị hành chính cấp xã, bao gồm 1 thị trấn và 6 xã như hiện nay.

## Kinh tế - xã hội
Huyện Kon Rẫy có số đồng bào dân tộc bản địa chiếm tỷ lệ tương đối cao, có nền văn hoá cổ truyền đa dạng, phong phú, đặc trưng cho bản sắc văn hoá các dân tộc Tây Nguyên. Trong thời gian tới huyện Kon Rẫy sẽ tiếp tục phát huy nội lực, nhất là khai thác tiềm năng đất xây dựng, đất nông nghiệp dọc quốc lộ 24, tranh thủ tối đa các chính sách ưu tiên phát triển kinh tế - xã hội miền núi, phát huy các tiềm năng, lợi thế trong hợp tác và thu hút đầu tư, bao gồm:
- Phát huy mọi lợi thế và tiềm năng để hình thành một số vùng chuyên canh cây công nghiệp, cây ăn quả, chăn nuôi tập trung với quy mô thích hợp, phát triển mạnh dịch vụ hỗ trợ nhằm tạo ra khối nông - lâm sản hàng hoá có giá trị kinh tế cao.
- Thay đổi cơ cấu đầu tư theo vùng, tạo điều kiện và ưu tiên khuyến khích những tiểu vùng có lợi thế nhất để vừa làm mẫu, động lực thúc đẩy các tiểu vùng khác, vừa phát huy tối đa lợi thế tự nhiên, tạo ra các sản phẩm có giá trị cạnh tranh cao.
- Đầu tư thâm canh, sử dụng có hiệu quả diện tích đất trồng lúa nước hiện có. Tăng cường đầu tư cho các công trình thủy lợi để mở rộng diện tích lúa nước. Tập trung ưu tiên phát triển chăn nuôi bò lấy thịt theo hướng chuyển đổi từ chăn nuôi tự cung tự cấp sang chăn nuôi hàng hoá; phát triển nghề chăn nuôi bò trong các nông hộ, các thành phần kinh tế, nhằm nhanh chóng phát triển cả về số lượng và chất lượng.
- Chuyển dịch mạnh mẽ cơ cấu kinh tế nông thôn, bao gồm kinh tế nông - lâm nghiệp, công nghiệp chế biến, tiểu thủ công nghiệp và dịch vụ phục vụ sản xuất và đời sống để giảm dần tỷ trọng nông - lâm nghiệp, tăng tỷ trọng công nghiệp, thương mại - dịch vụ trong cơ cấu kinh tế, tiến tới sự phát triển bền vững trong tương lai.